# Nadieżda Chnykina-Dwaliszwili
Nadieżda Chnykina-Dwaliszwili, ros. Надежда Павловна Хныкина-Двалишвили, gruz. ნადეჟდა დვალიშვილ-ხნიკინა (ur. 24 czerwca 1933 w Baku) – gruzińska lekkoatletka reprezentująca Związek Radziecki, specjalizująca się w biegach sprinterskich oraz w skoku w dal. Dwukrotna uczestniczka igrzysk olimpijskich w latach 1952 i 1956, dwukrotna brązowa medalistka olimpijska, w biegu na 200 metrów (Helsinki 1952) oraz w skoku w dal (Melbourne 1956).

## Finały olimpijskie
- 1952 – Helsinki, bieg na 200 metrów – brązowy medal
- 1952 – Helsinki, sztafeta 4 × 100 metrów – IV miejsce
- 1956 – Melbourne, skok w dal – brązowy medal

## Rekordy życiowe
- bieg na 100 metrów – 11,7 – 1951
- bieg na 200 metrów – 24,16 – 1952
- skok w dal – 6,25 – 1954